# Административно-территориальное деление Амурской области

## Административно-территориальное устройство

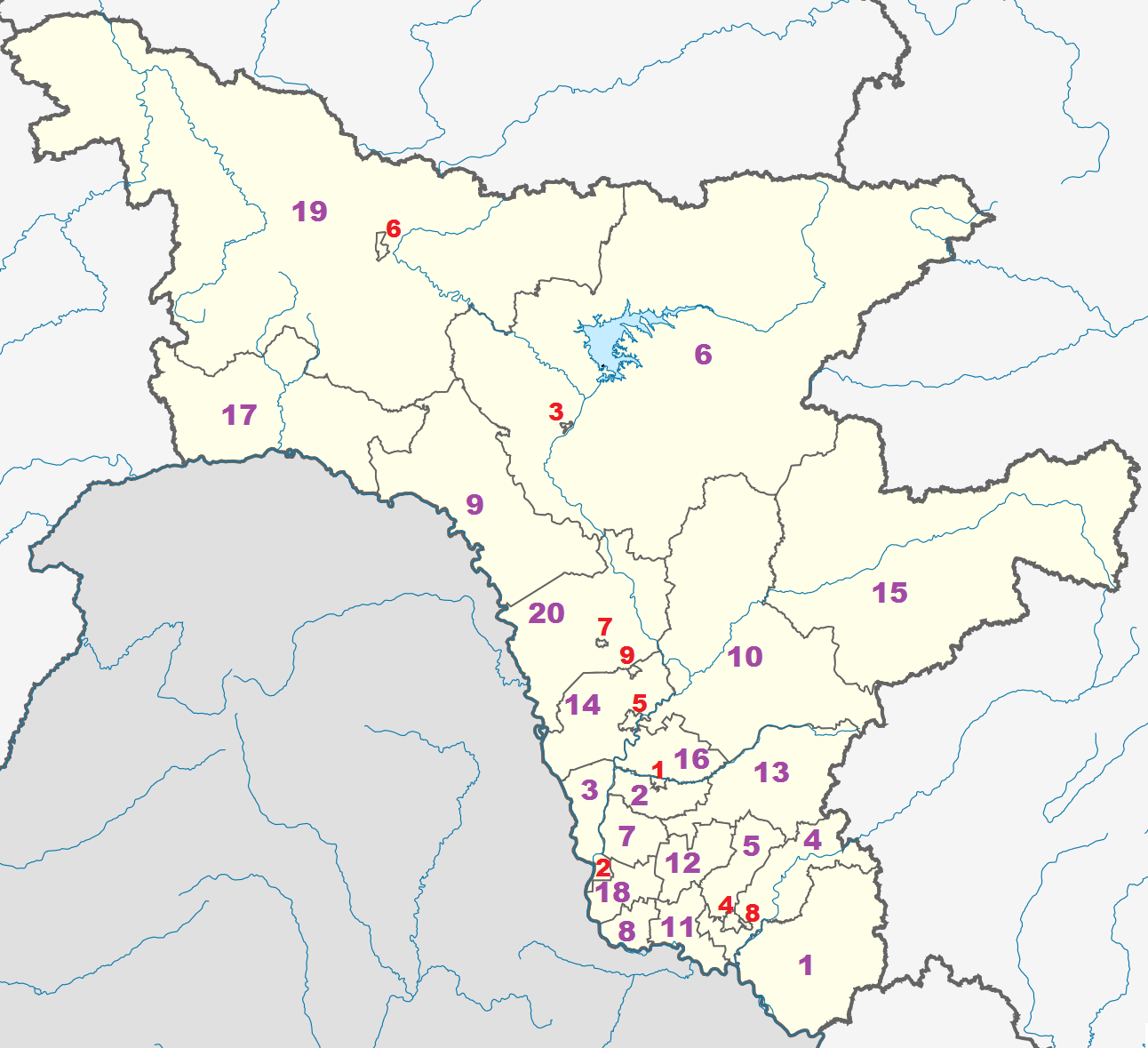
Административно-территориальное деление Амурской области
Цифрами обозначены районы (муниципальные округа):
1. Архаринский (МО),
2. Белогорский (МО),
3. Благовещенский (МО),
4. Бурейский (МО),
5. Завитинский (МО),
6. Зейский (МО),
7. Ивановский (МО),
8. Константиновский (МО),
9. Магдагачинский (МО),
10. Мазановский (МО),
11. Михайловский (МО),
12. Октябрьский (МО),
13. Ромненский (МО),
14. Свободненский,
15. Селемджинский (МО),
16. Серышевский (МО),
17. Сковородинский (МО),
18. Тамбовский (МО),
19. Тындинский (МО),
20. Шимановский (МО).
Цифрами обозначены города и пгт областного подчинения (городские округа):
1.	г. Белогорск,
2.	г. Благовещенск,
3.	г. Зея,
4.	г. Райчихинск,
5.	г. Свободный,
6.	г. Тында,
7.	г. Шимановск,
8.	пгт Прогресс,
9.	ЗАТО Циолковский.

Согласно Реестру административно-территориальных единиц и населённых пунктов Амурской области, субъект РФ включает следующие административно-территориальные единицы:
- 8 районов;
- 12 муниципальных округов;
- 7 городов областного подчинения: Белогорск, Благовещенск, Зея, Райчихинск, Свободный, Тында, Шимановск;
- 1 посёлок городского типа областного подчинения (рабочий посёлок (посёлок городского типа) Прогресс);
- 1 закрытое административно-территориальное образование Циолковский;
- сельсоветы в составе районов;
- иные города, пгт и сельские населённые пункты.

Согласно Уставу (Основному Закону) Амурской области и Закону «О порядке решения вопросов административно-территориального устройства Амурской области», к административно-территориальным единицам области относятся муниципальные образования, в том числе к началу 2020 года:
- 20 муниципальных районов,
- 9 городских округов: 
  - города  Белогорск, Благовещенск, Зея, Райчихинск, Свободный, Тында, Шимановск
  - рабочий посёлок (посёлок городского типа) Прогресс
  - закрытое административно-территориальное образование Циолковский
- 2 городских поселения в составе районов: города Завитинск, Сковородино
- прочие городские и сельские поселения  в составе районов
- иные населённые пункты, не являющиеся муниципальными образованиями.

К концу 2022 года:
- 9 городских округов;
- 12 муниципальных округов;
- 8 муниципальных районов, в составе которых:
  - 6 городских поселений;
  - 109 сельских поселений.
- иные населённые пункты, не являющиеся муниципальными образованиями.

## Муниципальное устройство
На 1 января 2020 года в рамках муниципального устройства области в границах административно-территориальных единиц Амурской области всего существовало 286 муниципальных образований, в том числе: 
- 9 городских округов;
- 20 муниципальных районов, в составе которых:
  - 15 городских поселений;
  - 242 сельских поселения.

С июня 2020 года муниципальное устройство Амурской области стало выглядеть так:
- 9 городских округов;
- 2 муниципальных округа;
- 18 муниципальных районов, в составе которых:
  - 15 городских поселений;
  - 220 сельских поселений.

С января 2021 года муниципальное устройство Амурской области стало выглядеть так:
- 9 городских округов;
- 6 муниципальных округа;
- 14 муниципальных районов, в составе которых:
  - 11 городских поселений;
  - 168 сельских поселений.

С мая-июня 2022 года муниципальное устройство Амурской области стало выглядеть так:
- 9 городских округов;
- 12 муниципальных округов;
- 8 муниципальных районов, в составе которых:
  - 6 городских поселений;
  - 109 сельских поселений.

## Районы, муниципальные и городские округа
| №         | Название                                                        | Код ОКАТО | Флаг | Герб | Население, чел. (2023 г.) | Площадь, км² | Плотность населения, чел./км² | Админ. центр         |
| --------- | --------------------------------------------------------------- | --------- | ---- | ---- | ------------------------- | ------------ | ----------------------------- | -------------------- |
| 1e-06     | Районы (муниципальные районы)                                   |           |      |      |                           |              |                               |                      |
| 1         | Зейский                                                         | 10 225    |      |      | ↘11 572                   | 87500        | 0,23                          | г. Зея               |
| 2         | Константиновский                                                | 10 230    |      |      | ↘10 829                   | 1800         | 8,11                          | с. Константиновка    |
| 3         | Магдагачинский                                                  | 10 231    |      |      | ↘16 847                   | 14800        | 1,13                          | пгт Магдагачи        |
| 4         | Мазановский                                                     | 10 232    |      |      | ↘9373                     | 28300        | 0,52                          | с. Новокиевский Увал |
| 5         | Михайловский                                                    | 10 235    |      |      | ↘12 478                   | 3000         | 5,47                          | с. Поярково          |
| 6         | Октябрьский                                                     | 10 238    |      |      | ↘18 720                   | 3400         | 6,795                         | с. Екатеринославка   |
| 7         | Свободненский                                                   | 10 242    |      |      | ↘11 506                   | 7300         | 2,08                          | г. Свободный         |
| 8         | Селемджинский                                                   | 10 245    |      |      | ↘7262                     | 46700        | 0,24                          | пгт Экимчан          |
| 8.000002  | Муниципальные округа                                            |           |      |      |                           |              |                               |                      |
| 9         | Архаринский                                                     | 10 205    |      |      | ↘12 729                   | 14354,59     | 0.89                          | пгт Архара           |
| 10        | Белогорский                                                     | 10 208    |      |      | ↘17 256                   | 2590,88      | 6.66                          | г. Белогорск         |
| 11        | Благовещенский                                                  | 10 211    |      |      | ↗35 071                   | 2984,21      | 11.75                         | г. Благовещенск      |
| 12        | Бурейский                                                       | 10 215    |      |      | ↘16 940                   | 7100         | 4,3                           | пгт Новобурейский    |
| 13        | Завитинский                                                     | 10 221    |      |      | ↘11 783                   | 3300         | 5,73                          | г. Завитинск         |
| 14        | Ивановский                                                      | 10 228    |      |      | ↘21 126                   | 2600         | 11,77                         | с. Ивановка          |
| 15        | Ромненский                                                      | 10 240    |      |      | ↘7325                     | 10100        | 1,03                          | с. Ромны             |
| 16        | Серышевский                                                     | 10 247    |      |      | ↘21 156                   | 3800         | 7,34                          | пгт Серышево         |
| 17        | Сковородинский                                                  | 10 249    |      |      | ↘20 328                   | 20500        | 1,53                          | г. Сковородино       |
| 18        | Тамбовский                                                      | 10 251    |      |      | ↘20 534                   | 2500         | 10,16                         | с. Тамбовка          |
| 19        | Тындинский                                                      | 10 254    |      |      | ↘13 606                   | 83300        | 0,19                          | г. Тында             |
| 20        | Шимановский                                                     | 10 255    |      |      | ↘5143                     | 14600        | 0,51                          | г. Шимановск         |
| 20.000003 | Города областного подчинения (городские округа)                 |           |      |      |                           |              |                               |                      |
| 21        | город Белогорск                                                 | 10 410    |      |      | ↘60 313                   | 135,51       | 445.08                        | г. Белогорск         |
| 22        | город Благовещенск                                              | 10 401    |      |      | ↗245 256                  | 320,97       | 764.11                        | г. Благовещенск      |
| 23        | город Зея                                                       | 10 412    |      |      | ↘18 864                   | 45           | 419.2                         | г. Зея               |
| 24        | город Райчихинск                                                | 10 420    |      |      | ↗17 451                   | 225,5        | 77.39                         | г. Райчихинск        |
| 25        | город Свободный                                                 | 10 430    |      |      | ↗48 789                   | 225          | 216.84                        | г. Свободный         |
| 26        | город Тында                                                     | 10 432    |      |      | ↘27 626                   | 124          | 222.79                        | г. Тында             |
| 27        | город Шимановск                                                 | 10 440    |      |      | ↘16 178                   | 50           | 323.56                        | г. Шимановск         |
| 27.000004 | Посёлок городского типа областного подчинения (городской округ) |           |      |      |                           |              |                               |                      |
| 28        | пгт Прогресс                                                    | 10 465    |      |      | ↘10 970                   | 101,45       | 108.13                        | пгт Прогресс         |
| 28.000005 | ЗАТО (городской округ)                                          |           |      |      |                           |              |                               |                      |
| 29        | ЗАТО Циолковский                                                | 10 545    |      |      | ↗7429                     | 63,3         | 117.36                        | г. Циолковский       |

## История

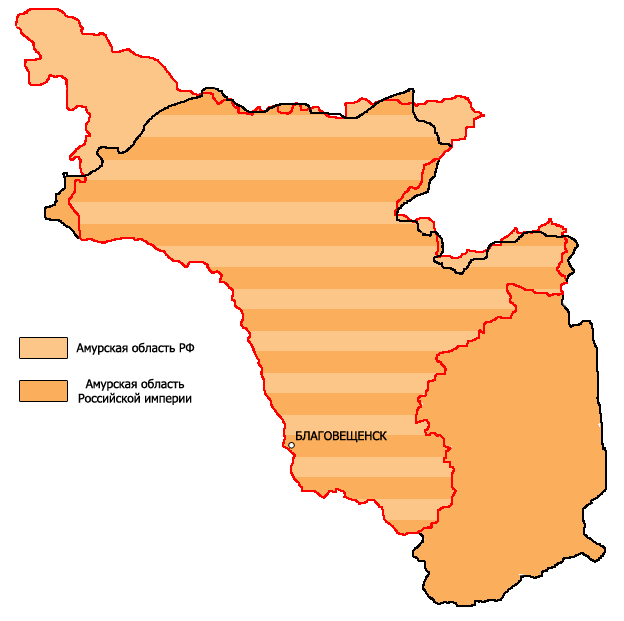
Территория Амурской области Российской империи к 1903 году

### 1858—1917 годы. Амурская область
8 декабря 1858 года из Приморской области была выделена Амурская область с центром в Благовещенске. В новообразованную область вошли территории по левому берегу Амура, начиная от слияния Шилки и Аргуни и до устья реки Уссури.
К 1913 году в состав области входили следующие административные единицы:
- Амурский уезд (Амурско-Зейская, Бельская, Гильчинская, Завитинская, Ивановская, Краснояровская, Песчано-Озерская, Тамбовская, Томская волости)
- горно-полицейские округа:
  - Буреинский
  - Зейский
  - Хинганский
- Амурское казачье войско, состоявшее из 10 станичных округов (Албазинский, Екатерининский, Екатерино-Никольский, Игнашенский, Иннокентьевский, Кумарский, Михайло-Семеновский, Поярковский, Раддевский, Черняевский)[22]

В 1904 году часть области, в бассейне Урми и верхнего течения Амгуни, отошла к Приморской области.
До 1884 года область входила в состав Восточно-Сибирского генерал-губернаторства, затем до марта 1917 года в состав Приамурского генерал-губернаторства.

### 1918—1925 годы. Амурская ТСР, область, губерния
В апреле 1918 года на V крестьянском съезде (так называемый Объединённый съезд трудящихся Амурской области) территория Амурской области была провозглашена Амурской трудовой социалистической республикой в составе РСФСР. Однако летом того же года органы власти Амурской ТСР были переформированы в областные в соответствии с принятой Конституцией РСФСР.
6 апреля 1920 года была провозглашена Дальневосточная республика, состав которой вошла, в том числе, и Амурская область.
15 июня 1922 года, на территории Амурской области были созданы 4 уезда: Свободненский, Благовещенский, Завитинский и Зейский и волости в новых границах.
8 ноября 1922 года Амурская область была преобразована в Амурскую губернию (центр — город Благовещенск). Первоначально в состав губернии входило 4 уезда, затем их численность сократилась до трёх.
| Уезд           | Центр              | Волости (на 1 января 1926 года)                                                                                               |
| -------------- | ------------------ | --- |
| Благовещенский | город Благовещенск | Александровская, Верхне-Бельская, Гильчинская, Екатерининская, Ерковецкая, Ивановская, Кумарская, Средне-Бельская, Тамбовская |
| Завитинский    | посёлок Завитая    | Архаринская, Екатерино-Никольская, Завитинская, Михайловская, Михайло-Семёновская, Облучьевская                               |
| Зейский        |                    | упразднён 18 февраля 1924 года, вошёл в состав Свободненского                                                                 |
| Свободненский  | город Свободный    | Зейская, Мазановская, Рухловская, Свободненская, Селемджинская, Тыгдинская, Шимановская, Экимчанская                          |

15 ноября 1922 года Дальневосточная республика была включена в состав РСФСР как Дальневосточная область.
С 25 января по 5 февраля 1924 года было проведено укрупнение волостей, вместо 55 образовано 22. Село Покровка и станция Амазар были включены в состав Забайкальской губернии; Михайловское, Бирское, Надеждинское, Инское переданы в состав Приамурской губернии.

### 1926—1932 годы. Амурский и Зейский округа ДВК
В начале 1920-х годов в стране проходило административно-территориальное устройство. 4 января 1926 года декретом ВЦИК Дальневосточная область преобразована в Дальневосточный край, в составе которого предусматривалось 9 округов, объединяющих 76 районов. Территория упразднённой Амурской губернии была разделена на два округа:
- Амурский — в пределах Благовещенского, Завитинского (за исключением Михайло-Семёновской волости) и Свободненского (за исключением Тындинской, Рухловской и Зейской волостей) уездов
- Зейско-Алданский (в 1930 году переименован в Зейский[27])— в пределах Зейской, Рухловской и Тындинской волостей Свободненского уезда Амурской губернии, Могочинской волости Нерченского уезда Забайкальской губернии, восточной части Покровской волости Сретенского уезда Забайкальской губернии.[28]

Михайло-Семёновская волость Завитинского уезда бывшей Амурской губернии была включена в Хабаровский округ.
| Округ            | Центр              | Районы |
| ---------------- | ------------------ | --- |
| Амурский         | город Благовещенск | Александровский (центр — село Александровка), Амуро-Зейский (центр — село Сергеевка), Екатерино-Никольский (центр — село Екатерино-Никольское), Завитинский (центр — село Завитая), Ивановский (центр — село Ивановка), Мазановский (центр — село Мазаново), Михайловский (центр — село Михайловка), Свободненский (центр — город Свободный), Селемджинско-Буреинский (центр — село Экимчан), Тамбовский (центр — село Тамбовка), Хингано-Архаринский (центр — село Архара) |
| Зейско-Алданский | село Рухлово       | Зейский (центр — город Зея), Могочинский (центр — село Могоча), Рухловский (центр — село Рухлово), Тыгдинский (центр — село Тыгда) |

14 июня 1927 года решением Дальневосточного крайисполкома был образован Верхнебуреинский туземный район народов эвенков (тунгусов) (с 1936 года — Верхнебуреинский район; центр — село Чекунда), в который частично вошли земли Хингано-Архаринского, Селемджинско-Буреинского и Завитинского районов (Чекундинский, Чеуглинский и Тырминский родовые Советы).
В 1928 году центр Мазановского района был перенесён из села Мазаново в село Ново-Киевка (позднее — Новокиевский Увал).
28 марта 1928 года постановлением ЦИК СССР Екатерино-Никольский и часть Хингано-Архаринского района Амурского округа были закреплены за Комитетом по земельному устройству трудящихся евреев (см. далее АТД Еврейской АО).
23 июля 1930 года постановлением ЦИК СССР были упразднены Амурский и Зейский округа, районы, входившие в их состав, подчинены непосредственно в Дальневосточный край.
10 декабря 1930 года постановлением ВЦИК РСФСР были образованы национальные (Эвенские) районы ДВК:
- Джелтулакский (центр — посёлок Джелтулак), в состав которого были включены из Дальневосточного края верховье реки Б. Ольдоя, система верхнего течения реки Гилюй и верховье реки Унахи, из Якутской АССР район верхнего течения реки Тимптона и Алдана;
- Зейско-Учурский (центр — район озера Токко), в состав которого были включены из Дальневосточного края верхнее течение реки Зеи, из Якутской АССР район реки Гыным, верховье Сутама и Учура[26][39].

10 октября 1931 года был упразднён Амуро-Зейский район, часть территории которого отошла к Свободненскому району, другая — к пригородной зоне города Благовещенска. В том же году центр Михайловского района был перенесён из села Михайловка в село Поярково.

### 1932—1937 годы. Амурская и Зейская области ДВК
Амурская область в составе Дальневосточного края с центром в Благовещенске была образована 20 октября 1932 года решением ВЦИК и СНК РСФСР о новом территориальном делении и районировании края. В состав области вошли следующие районы:
- Александровский
- Бомнакский (позднее переименован в Зейско-Учурский; центр — посёлок Бомнак)
- Верхнебуреинский туземный
- Джелтулакский
- Завитинский
- Зейский
- Ивановский
- Мазановский
- Михайловский
- Могочинский
- Рухловский
- Селемджино-Буреинский
- Свободненский
- Тамбовский
- Тыгдинский
- Хингано-Архаринский
- города Благовещенск и Свободный с непосредственным подчинением облисполкому[40]

22 июля 1934 года в составе Дальневосточного края была образована Зейская область (центр — город Рухлово), в состав которой вошли 6 районов Амурской области:
- Джелтулакский
- Зейский
- Зейско-Учурский
- Могочинский
- Рухловский
- Тыгдинский (см. также АТД Забайкальского края)

25 января 1935 года согласно постановлению президиума ВЦИК в состав Амурской области вошли следующие районы:
- Александровский

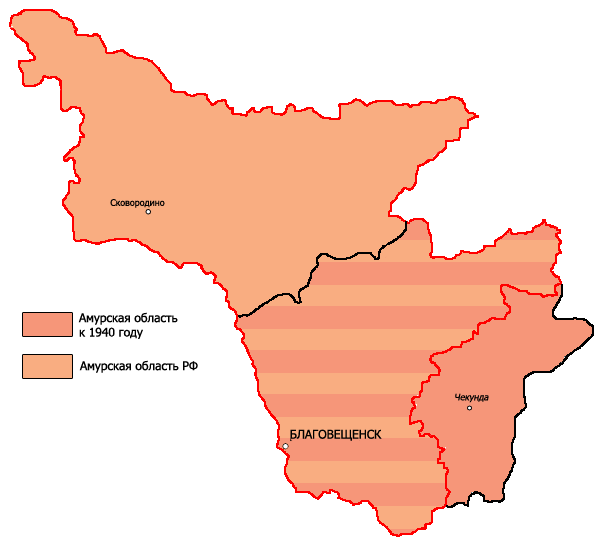
Территория Амурской области Дальневосточного края к 1940 году

- Белоноговский (центр — село Белоногово)
- Бурейский (центр — посёлок Бурея) — путём разукрупнения Хингано-Архаринского и Завитинского районов[41]
- Верхнебуреинский
- Екатеринославский (позднее — Кагановический; центр — село Екатеринославка)[42]
- Завитинский
- Ивановский
- Кумарский (центр — село Кумара)[43]
- Мазановский
- Михайловский
- Свободненский
- Селемджино-Буреинский
- Тамбовский
- Хингано-Архаринский[26]

1 апреля 1935 года постановлением Президиума ЦИК СССР Белоноговский район был переименован в Серышевский. 13 мая того же года постановлением Президиума Дальневосточного крайисполкома Александровский район был переименован в Куйбышевский (центр — город Краснопартизанск).
16 апреля 1937 года постановлением Президиума Дальневосточного крайисполкома был образован Благовещенский район, включивший в себя, согласно указу Верховного Совета РСФСР от 27 ноября 1938 года, следующие сельсоветы: Астрахановский, Белогорский, Бессарабский, Бибиковский, Будундинский, Верхнеблаговещенский, Волковский, Грязнушенский, Егорьевский, Игнатьевский, Исаевский, Каникурганский, Марковский, Михайловский, Натальинский, Ново-Петровский и Сергеевский.

### 1938—1947 годы. Амурская область Хабаровского края
20 октября 1938 года Дальневосточный край был разделён на Хабаровский и Приморский. Амурская область вошла в состав новообразованного Хабаровского края.
16 мая 1939 года Указом Президиума Верховного Совета РСФСР, путём разукрупнения Свободненского района, был образован Шимановский район (центр — рабочий посёлок Шимановская), в состав которого вошли Беловежский, Мухинский, Петрушинский, Раздольненский, Светильненский, Толмачёвский и Чагоянский сельсоветы.
| Район                   | Центр                      | Сельсоветы, города и посёлки районного подчинения |
| ----------------------- | -------------------------- | --- |
| Благовещенск            |                            | |
| Свободный               |                            | |
| Благовещенский          | город Благовещенск         | Астрахановский, Белогорский, Бессорабский, Бибиковский, Будуиданский, В. Благовещенский, Волковский, Грязнушевский, Егорьевский, Игнатьевский, Исаевский, Канн-Курганский, Марковский, Михайловский, Натальинский, Н. Петровский, Сергеевский |
| Бурейский               | посёлок Бурея              | Бахиревский, Гомелевский, Горко-Пайканский, Гуликовский, Далдыканский, Домиканский, Казановский, Каменский, Кивда-Тюканский, Куликовский, Николаевский, Новоспасский, Петропавловский, Родионовский, Свободненский, Семёновский, Черниговский, Ярославский, посёлки Бурея, Кивдинский, Райчихинск |
| Верхне-Бурейский        | село Чекунда               | Половинский, Средне-Ургальский, Тырманский, Усть-Ниманский, Усть-Тырлинский, Чекундинский |
| Завитинский             | посёлок Завитая            | Авроамовский, Альбазинский, Антоновский, Бело-Яровский, Валуевский, В. Ильинский, Волдырёвский, Демьяновский, Житомирский, Иннокентьевский, Камышёвский, Ново-Алексеевский, Подоловский, Приображенский, Святогорский, Успенский, Фёдоровский, Яносовский, посёлок Завитая |
| Ивановский              | село Ивановка              | Андреевский, Анновский, Берёзовский, Богородский, Больше-Озёрский, Виноградовский, Вознесенский, Дмитриевский, Ерковецкий, Ивановский, Константиноградский, Луговской, Николаевский, Ново-Алексеевский, Ново-Покровский, Петропавловский, Право-Восточный, Семиозёрский, Средне-Бельский, Средне-Бельский п/с, Троицкий, Черемховский, Черкасовский |
| Кагановичский           | село Екатеринославка       | Беляковский, Борисовский, Борисоглебский, Варваровский, Верхне-Бельский, Вознесенский, Георгиевский, Григорьевский, Екатеринославский, Зоренский, Знаменский, Климовский, Королинский, Кузьмичёвский, Кутиловский, Любимовский, Максимовский, Н. Ильинский, Николо-Александровский, Ново-Михайловский, Ново-Российский, Озерновский, Панинский, Переяславский, Песчано-Озёрский, Покровский, Преображенский, Прохладновский, Рогозовский, Романовский, Святорусовский, Сергеево-Фёдоровский, Смеловский, Татьяновский, Харьковский, Ярославский, Ясно-Полянский |
| Куйбышевский            | город Куйбышевка-Восточная | Амурский, Б. Кунгульский, Братолюбовский, Васильевский, Васильковский, Велико-Княжевский, Высоковский, Каховский, Ключевский, Комиссаровский, Кругловский, Кустановский, Лохвицкий, Лукьяновский, Некрасовский, Никольский, Н. Листвянский, Н. Николаевский, Н. Селитбинский, Павловский, Ромненский, Светловский, Свиридовский, Тарбагатайский, Томичёвский п/с, Успеновский, Хохлацкий, Чернетчинский, город Куйбышевка-Восточная |
| Кумарский               | село Кумара                | Актайский, Алексеевский, Аносовский, Бусьевский, Гуранский, Загорно-Селитьбанский, Кольцовский, Корсаковский, Кумарский, Ново-Воскресеновский, Ново-Георгиевский, Н. Иннокентьевский, Петропавловский, Саскальский, Симоновский, Сталинский, Сухетинский, Сычёвский, Ушаковский |
| Мазановский             | село Новокиевка            | Александровский, Белояровский, Громматухинский, Каменский, Канучинский, Козловский, Кольцовский, Константиновский, Лебединовский, Мазановский, Маргаритовский, Ново-Киевский, Ново-Российский, Ново-Уманьский, Ново-Уфимский, Норский, Паутовский, Практичинский, Путягинский, Романкауцкий, Сахатинский, Славский, Спароновский, Угловский, Усть-Норский, Христиновский, Февральский, посёлок Майский |
| Михайловский            | село Поярково              | Асташихинский, Арсеньевский, Винниковский, Виноградовский, Вознесеновский, Воскресеновский, Димский, Кавказский, Калининский, Коршуновский, Красноярский, Куприяновский, Михайловский, Н. Георгиевский, Нижне-Завитинский, Петропавловский, Поярковский, Рачихинский, Успеновский, Чесноковский, Шумиловский |
| Свободненский           | город Свободный            | Бардагонский, Б. Иверский, Дмитриевский, Дубовский, Желтояровский, Зиговский, Климоуцевский, Костюковский, Курганский, Маркучинский, Москвитинский, М. Сазановский, Нижне-Бузулинский, Николаевский, Ново-Ивановский, Ново-Никольский, Ново-Остропольский, Ново-Степановский, Нылганский, Рогачёвский, Семёновский, Серебрянский, Сукромлинский, Толалинский, Черниговский, Юхтинский |
| Селемджинско-Буреинский | село Экимчан               | Жадринский, Минский, Ниманский, Семертакский, Софийский, Стойбинский, Стойбинский-Якутский, Харгинский, Экимчанский |
| Серышевский             | село Серышево              | Автономовский, Антоновский, Бирманский, Белогорский, Белоноговский, Больше-Сазанский, Борисопольский, Введеноский, Вернинский, Веселовский, Вороньжинский, Воскресенский, Дальне-Сахалинский, Державинский, Добрянский, Казанский, Ключевский, Красноярский, Лебяжевский, Милехинский, Михайловский, Ново-Охоченский, Ново-Сергеевский, Паруновский, Полянский, Поповский, Соколовский, Сретенский, Тавричанский, Томский, Украинский, Фроловский, Широкологский                                                                                                |
| Тамбовский              | село Тамбовка              | Блюминортский, Верхне-Полтавский, Верхне-Уртуйский, Высокинский, Гильчинский, Духовский, Жариковский, Зеньковский, Золотоношский, Ключевский, Коврижский, Козьмо-Демьяновский, Константиновский, Корфовский, Крестово-Воздвиженский, Куропаткинский, Лазаревский, Лермонтовский, Муравьёвский, Нижне-Полтавский, Николаевский, Ново-Александровский, Ново-Петровский, Ново-Троицкий, Орловский, Раздольненский, Славянский, Смидовский, Тамбовский, Толстовский, Чуевский                                                                                       |
| Хингано-Архаринский     | посёлок Архара             | Аркадиево-Семёновский, Архаринский, Вольненский, Грибовский, Ерахтинский, Есауловский, Журавлёвский, Иннокентиевский, Касаткинский, Кр. Истокский, Кундурский, Михайловский, Могилёвский, Н. Алексеевский, Нилово-Плюснинкий, Ново-Покровский, Н. Сергиевский, Отважненский, Сагибовский, Скобельцинский, Тармундский, Украинский, Урильский, Черноберёзовский |
| Шимановский             | посёлок Шимановский        | Беловежский, Гоголевский, Голубинский, Кухтеринский, Мухинский, Петрушинский, Пузынинский, Раздольненский, Светильненский, Толмачёвский, Чагоянский, посёлок Шимановский |

16 июля 1940 года указом Президиума Верховного Совета РСФСР Селемджино-Буреинский район был переименован в Селемджинский район.
26 мая 1941 года, путём разукрупнения Куйбышевского (Б. Кунгульский, Братолюбовский, Васильковский, Каховский, Н. Листвянский, Н. Николаевский, Ромненский и Хохлацкий сельсоветы) и Кагановичского (Верхне-Бельский, Знаменский, Кузьмичёвский, Любимовский, Ново-Российский и Святорусовский сельсоветы) районов, был образован Советский район (центр — село Ромны).
В 1942 году центр Верхнебуреинского туземного района был перенесён из села Чекунда в Средний Ургал.
25 января 1944 года указом Президиума Верховного Совета РСФСР, путём разукрупнения Тамбовского района (Блюминортский, Верхне-Полтавский, Верхне-Уртуйский, Зеньковский, Золотоношский, Ключевский, Коврижский, Константиновский, Крестово-Воздвиженский, Нижне-Полтавский, Ново-Петровский, Ново-Троицкий, Орловский и Смидовский сельсоветы), был образован Константиновский район.

### с 1948 года. Амурская область

#### 1948—1962 годы
2 августа 1948 года Указом Президиума Верховного Совета СССР Амурская область была выделена из состава Хабаровского края в самостоятельную область РСФСР. Этим же указом Верхне-Буреинский район Амурской области передавался в Хабаровский край, а в состав Амурской области включались Джелтулакский, Зейский, Зейско-Учурский, Нюкжинский, Сковородинский и Тыгдинский районы Читинской области.
6 апреля 1953 года был упразднён Нюкжинский район, территория которого вошла в состав Джелтулакского района. 3 сентября того же года — Зейско-Учурский район, вошедший в состав Зейского района.
6 мая 1955 года был упразднён Кумарский район, территория которого вошла в состав Свободненского и Шимановского (северо-западная часть) районов.
В 1956 году Райчихинский поселковый Совет Бурейского района был преобразован в городской Совет областного подчинения. К нему отошли посёлки Прогресс и Кивдинский.
10 августа 1957 года Кагановический район был переименован в Октябрьский. 15 ноября того же года, указом Президиума Верховного Совета РСФСР, город Куйбышевка-Восточная был переименован в Белогорск, Куйбышевский район — в Белогорский.

#### 1963—1965 годы
1 февраля 1963 года прошла всесоюзная реформа районного деления. 9 февраля Амурский облисполком принял решение об укрупнении сельских районов, образовании промышленных районов и изменении подчинённости городов Амурской области. В соответствии с этим решением были упразднены 12 районов области: Благовещенский, Джелтулакский, Завитинский, Зейский, Константиновский, Мазановский, Селемджинский, Сковородинский, Советский, Тыгдинский, Хингано-Архаринский и Шимановский. Территория Константиновского района вошла в состав Тамбовского района. Большая часть территории Хингано-Архаринского района вошла в укрупнённый Бурейский район, а часть территории была передана Завитинскому горсовету (посёлок Архара, Кундурский, Урильский и Ядринский сельсоветы).
Этим же решением были образованы Джелтулакский, Зейский и Селемджинский промышленные районы; города Завитинск, Сковородино и Шимановск отнесены к категории городов областного подчинения; центр Бурейского района перенесён из посёлка Бурея в посёлок Новобурейский.
В результате реформы Амурская область была разделена на 8 сельских и 3 промышленных района, 7 городов имели статус областного подчинения.
| Промышленные районы          | Джелтулакский (центр — посёлок Тындинский), Зейский (центр — город Зея), Селемджинский (центр — посёлок Экимчан) |
| Сельские районы              | Белогорский (центр — город Белогорск), Бурейский (центр — посёлок Новобурейский), Ивановский (центр — село Ивановка), Михайловский (центр — село Поярково), Октябрьский (центр — село Екатеринославка), Свободненский (центр — город Свободный), Серышевский (центр — посёлок Серышево), Тамбовский (центр — село Тамбовка) |
| Города областного подчинения | Белогорск, Благовещенск, Завитинск, Райчихинск, Свободный, Сковородино, Шимановск |

3 марта 1964 года Амурский облисполком принял решение об образовании Архаринского и Мазановского сельскохозяйственных районов.
12 января 1965 года, в соответствии с постановлением Бюро ЦК КПСС по РСФСР от 11 января 1965 года «О реорганизации парткомов производственных колхозно-совхозных управлений и создании новых районов Амурской области», на территории области были дополнительно созданы следующие районы:
- Джелтулакский
- Завитинский
- Зейский
- Ромненский (бывший Советский район)[42]
- Селемджинский
- Сковородинский
- Тыгдинский
- Шимановский

Согласно этому постановлению были упразднены Джелтулакский, Зейский и Селемджинский промышленные районы, а города Завитинск, Сковородино и Шимановск переведены из категории областного подчинения в категорию районного подчинения.

#### 1966—1991 годы
30 декабря 1966 года за счёт разукрупнения Тамбовского района был вновь образован Константиновский район. Тогда же был вновь образован Благовещенский район.
В 1975 году Шимановск вновь получил статус города областного подчинения и вышел из состава Шимановского района.
24 ноября 1977 года Указом Президиума Верховного Совета РСФСР Джелтулакский район был переименован в Тындинский (центр — город Тында), Тыгдинский — в Магдагачинский (центр — посёлок Магдагачи).

### XXI век
В результате муниципальной реформы 2006 года муниципальное и административно-территориальное устройство Амурской области стало иметь следующий вид: 
| Город / район      | Центр                  | Сельские поселения (сельсоветы) и городские поселения (рабочие посёлки (пгт) и города) |
| ------------------ | ---------------------- | --- |
| город Благовещенск |                        | образован городской округ |
| город Белогорск    |                        | образован городской округ |
| город Зея          |                        | образован городской округ |
| пгт Прогресс       |                        | образован городской округ |
| город Райчихинск   |                        | образован городской округ |
| город Свободный    |                        | образован городской округ |
| город Тында        |                        | образован городской округ |
| город Шимановск    |                        | образован городской округ |
| ЗАТО Углегорск     |                        | образован городской округ |
| Архаринский        | р.п. Архара            | рабочий посёлок (пгт) Архара; Антоновский, Аркадьевский, Вольненский, Грибовский, Иннокентьевский, Касаткинский, Кундурский, Ленинский, Могилевский, Новосергеевский, Новоспасский, Отважненский, Северный, Урильский, Черниговский, Ядринский сельсоветы                                                                                                  |
| Белогорский        | город Белогорск        | Амурский, Белоцерковский, Васильевский, Великокнязевский, Возжаевский, Кустанаевский, Лохвицкий, Некрасовский, Никольский, Новинский, Озерянский, Пригородный, Светиловский, Томичевский, Успеновский сельсоветы |
| Благовещенский     | город Благовещенск     | Волковский, Грибский, Гродековский, Марковский, Михайловский, Натальинский, Новопетровский, Новотроицкий, Сергеевский, Усть-Ивановский, Чигиринский сельсоветы |
| Бурейский          | р.п. Новобурейский     | рабочие посёлки (пгт) Новобурейский, Бурея и Талакан; Алексеевский, Виноградовский, Долдыканский, Малиновский, Райчихинский, Родионовский, Старорайчихинский, Успеновский сельсоветы |
| Завитинский        | город Завитинск        | город Завитинск; Албазинский, Антоновский, Белояровский, Болдыревский, Верхнеильиновский, Иннокентьевский, Куприяновский, Преображеновский, Успеновский сельсоветы |
| Зейский            | город Зея              | Амуро-Балтийский, Алгачинский, Бомнакский, Верхнезейский, Горненский, Береговое, Дугдинский, Золотогорский, Ивановский, Николаевский, Овсянковский, Огоронский, Октябрьский, Поляковский, Сианский, Снежногорский, Сосновоборский, Тунгалинский, Умлеканский, Хвойненский, Чалбачинский, Юбилейненский сельсоветы                                          |
| Ивановский         | село Ивановка          | Андреевский, Анновский, Берёзовский, Дмитриевский, Ерковецкий, Ивановский, Константиноградовский, Николаевский, Новоалексеевский, Новоивановский, Петропавловский, Правовосточный, Приозёрный, Семиозёрский, Среднебельский, Троицкий, Успеновский, Черемховский сельсоветы                                                                                |
| Константиновский   | село Константиновка    | Верхнеполтавский, Верхнеуртуйский, Войковский, Зеньковский, Золотоножский, Ключевский, Коврижский, Константиновский, Крестовоздвиженский, Нижнеполтавский, Новопетровский, Новотроицкий, Орловский, Семидомский, Среднеполтавский сельсоветы |
| Магдагачинский     | р.п. Магдагачи         | рабочие посёлки (пгт) Магдагачи, Сиваки и Ушумун; Гонжинский, Гудачинский, Дактуйский, Кузнецовский, Толбузинский, Тыгдинский, Чалганский, Черняевский сельсоветы |
| Мазановский        | село Новокиевский Увал | Белояровский, Богословский, Дмитриевский, Краснояровский, Мазановский, Майский, Маргаритовский, Молчановский, Новокиевский, Новороссийский, Практичанский, Путятинский, Романкауцкий, Сапроновский, Угловский сельсоветы |
| Михайловский       | село Поярково          | Воскресеновский, Димский, Дубовский, Зеленоборский, Ильиновский, Калининский, Коршуновский, Михайловский, Новочесноковский, Поярковский, Чесноковский сельсоветы |
| Октябрьский        | село Екатеринославка   | Борисоглебский, Варваровский, Восточный, Екатеринославский, Королинский, Максимовский, Мухинский, Николо-Александровский, Новомихайловский, Панинский, Переясловский, Песчаноозёрский, Романовский, Смеловский, Трудовое |
| Ромненский         | село Ромны             | Амаранская, Дальневосточная, Знаменская, Каховская, Поздеевская, Рогозовская, Ромненская, Святоруссовская, Чергалинская администрации муниципальных казённых учреждений |
| Свободненский      | город Свободный        | Голубинский, Дмитриевский, Желтояровский, Загорно-Селитьбинский, Климоуцевский, Костюковский, Курганский, Новгородский, Малосазанский, Маркучинский, Москвитинский, Нижнебузулинский, Новоивановский, Новостепановский, Петропавловский, Рогачёвский, Семёновский, Серебрянский, Сычёвский, Талалинский, Усть-Перский, Черниговский, Черновский сельсоветы |
| Селемджинский      | р.п. Экимчан           | рабочие посёлки (пгт) Златоустовск, Коболдо, Огоджа, Стойба, Токур, Февральск, Экимчан; Ивановский, Исинский, Норский сельсоветы |
| Серышевский        | р.п. Серышево          | рабочий посёлок (пгт) Серышево; Аргинский, Большесазанский, Водораздельненский, Казанский, Лебяжьевский, Лермонтовский, Лимановский, Новосергеевский, Озёрненский, Полянский, Сосновский, Томский, Украинский, Фроловский, Широкологский сельсоветы |
| Сковородинский     | город Сковородино      | город Сковородино; рабочие посёлки (пгт) Ерофей Павлович и Уруша; Албазинский, Джалиндинский, Неверский, Солнечный, Талданский, Тахтамыгдинский сельсоветы |
| Тамбовский         | село Тамбовка          | Жариковский, Козьмодемьяновский, Красненский, Куропатинский, Лазаревский, Лермонтовский, Муравьевский, Николаевский, Новоалександровский, Привольненский, Придорожненский, Раздольненский, Садовский, Тамбовский, Толстовский сельсоветы |
| Тындинский         | город Тында            | Аносовский, Беленький, Восточный, Дипкунский, Кувыктинский, Ларбинский, Лопчинский, Маревский, Моготский, Муртыгитский, Нюкжинский, Олёкминский, Первомайский, Соловьёвский, Тутаульский, Урканский, Усть-Нюкжинский, Хорогочинский, Чильчинский, Юкталинский сельсоветы                                                                                   |
| Шимановский        | город Шимановск        | Актайский, Береинский, Малиновский, Мухинский, Нововоскресеновский, Новогеоргиевский, Петрушинский, Саскалинский, Свободнотрудский, Селетканский, Симоновский, Ураловский, Ушаковский, Чагоянский сельсоветы |

Законом Амурской области от 30 июня 2008 года № 65-ОЗ рабочий посёлок (пгт) Стойба был преобразован в село и образован Стойбинский сельсовет Селемджинского района.
Законом Амурской области от 30 июня 2008 года № 63-ОЗ,
Могилёвский сельсовет Архаринского района упразднён и включён в Грибовский сельсовет.
Законом Амурской области от 30 июня 2008 года № 75-ОЗ,
Успеновский сельсовет Ивановского района упразднён и включён в Ивановский сельсовет.
Законом Амурской области от 30 июня 2008 года № 76-ОЗ,
Смоляновский сельсовет Ромненского района упразднён и включён в Чергалинский сельсовет.
Законом Амурской области от 5 июля 2010 года № 361-ОЗ рабочий посёлок (пгт) Златоустовск был преобразован в посёлок и образован Златоустовский сельсовет Селемджинского района.
Законом Амурской области от 30 августа 2010 года № 365-ОЗ,
Серебрянский сельсовет Свободненского района упразднён и включён в Костюковский сельсовет.
Законом Амурской области от 30 июня 2011 года № 498-ОЗ, Привольненский и Придорожненский сельсоветы Тамбовского района упразднены и включены в Тамбовский сельсовет.
Законом Амурской области от 9 ноября 2011 года № 555-ОЗ, Усть-Перский сельсовет Свободненского района упразднён и включён в Дмитриевский сельсовет.
Законом Амурской области от 9 ноября 2011 года № 556-ОЗ,
Черниговский сельсовет Свободненского района упразднён и включён в Желтояровский сельсовет.
Законами от 2 мая 2012 года рабочие посёлки (пгт) Огоджа и Коболдо были преобразованы в сельские населённые пункты (сёла), а также образованы Огоджинский и Коболдинский сельсоветы Селемджинского района.
Законом Амурской области от 4 июня 2012 года № 48-ОЗ,
Актайский и Свободнотрудский сельсоветы Шимановского района упразднены и включены в Новогеоргиевский сельсовет.
Законом Амурской области от 25 июня 2012 года № 60-ОЗ,
Голубинский сельсовет Свободненского района упразднён и включён в Курганский сельсовет.
Законом Амурской области от 25 июня 2012 года № 61-ОЗ, Маркучинский сельсовет Свободненского района упразднён и включён в Семёновский сельсовет.
Законом Амурской области от 25 июня 2012 года № 62-ОЗ,
Рогачёвский сельсовет Свободненского района упразднён и включён в Новоивановский сельсовет.
Законом Амурской области от 25 июня 2012 года № 63-ОЗ, Новостепановский и Талалинский сельсоветы Свободненского района упразднены и включены в Климоуцевский сельсовет.
Законом Амурской области от 26 апреля 2013 года № 183-ОЗ, Калиновский сельсоветы Ромненского района упразднён и включён в Ромненский сельсовет.
Законом Амурской области от 6 мая 2014 года № 354-ОЗ,
Петропавловский и Семиозёрский сельсоветы Ивановского района упразднены и включены в Березовский сельсовет.
Законом Амурской области от 6 мая 2014 года № 355-ОЗ,
Амурский сельсовет Белогорского района упразднён и включён в Возжаевский сельсовет.
Законом Амурской области от 6 мая 2014 года № 356-ОЗ,
Успеновский сельсовет Белогорского района упразднён и включён в Томичевский сельсовет.
Законом Амурской области от 30 мая 2014 года № 369-ОЗ,
Среднеполтавский сельсовет Константиновского района упразднён и включён в Верхнеполтавский сельсовет.
Законом Амурской области от 5 ноября 2014 года № 433-ОЗ,
Золотогорский сельсовет Зейского района упразднён и включён в Сосновоборский сельсовет.
Законом Амурской области от 7 мая 2015 года № 532-ОЗ,
Золотоножский сельсовет Константиновского района упразднён и включён в Зеньковский сельсовет.
Законом Амурской области от 7 мая 2015 года № 533-ОЗ,
Войковский и Орловский сельсоветы Константиновского района упразднены и включены в Новопетровский сельсовет.
Законом Амурской области от 7 мая 2015 года № 534-ОЗ,
Верхнебельский сельсовет Ромненского района упразднён и включён в Поздеевский сельсовет.
Законом Амурской области от 7 мая 2015 года № 535-ОЗ,
Смеловский сельсовет Октябрьского района упразднён и включён в Королинский сельсовет.
Законом Амурской области от 7 мая 2015 года № 536-ОЗ,
Красненский сельсовет Тамбовского района упразднён и включён в Куропатинский сельсовет.
Законом Амурской области от 7 мая 2015 года № 537-ОЗ,
Лазаревский сельсовет Тамбовского района упразднён и включён в Козьмодемьяновский сельсовет.
Законом Амурской области от 7 мая 2015 года № 538-ОЗ,
Романкауцкий сельсовет Мазановского района упразднён и включён в Новокиевский сельсовет.
Законом Амурской области от 7 мая 2015 года № 539-ОЗ,
Маргаритовский сельсовет Мазановского района упразднён и включён в Дмитриевский сельсовет.
Законом Амурской области от 7 мая 2015 года № 540-ОЗ, Андреевский сельсовет Ивановского района упразднён и включён в Правовосточный сельсовет.
Законом Амурской области от 7 мая 2015 года № 541-ОЗ,
Лиманновский сельсовет Серышевского района упразднён и включён в Лермонтовский сельсовет.
Законом Амурской области от 29 сентября 2015 года N 578-ОЗ, посёлок Углегорск был преобразован в город, а Федеральным законом от 30 декабря 2015 года N 411-ФЗ переименован в Циолковский.
Законом Амурской области от 5 июня 2019 года № 367-ОЗ, Сианский сельсовет Зейского района упразднён и включён в Амуро-Балтийский сельсовет.
Законом Амурской области от 22 мая 2020 года № 530-ОЗ Переясловский сельсовет Октябрьского района упразднён и включён в Песчаноозёрский сельсовет.
Законами Амурской области от 22 мая 2020 года № 529-ОЗ и № 531-ОЗ были упразднены все сельские поселения (сельсоветы) соответственно Ромненского и Белогорского районов, преобразованных в муниципальные округа.
Законами Амурской области от 24 декабря 2020 года были упразднены все городские и сельские поселения (сельсоветы) соответственно Бурейского, Завитинского, Ивановского и Тындинского районов, преобразованных в муниципальные округа.
Законами Амурской области от 29 апреля 2022 года и от 26 мая 2022 года были упразднены все городские и сельские поселения (сельсоветы) соответственно Архаринского, Серышевского, Сковородинского, Тамбовского, Шимановского  и Благовещенского районов, преобразованных в муниципальные округа.